# Сирл, Грег
Грегори «Грег» Марк Паскоу Сирл (англ. Gregory ("Greg") Mark Pascoe Searle; 20 марта 1972, Ашфорд, Англия) — британский спортсмен, олимпийский чемпион по академической гребле 1992 года, бронзовый призёр Олимпийских игр 1996 и 2012 годов. Чемпион мира 1993 года в двойках с рулевым. Член ордена Британской империи.
И олимпийское золото 1992 года, и золото чемпионата мира 1993 года, и олимпийскую бронзу 1996 года вместе с Грегом выигрывал его старший брат Джонни Сирл. В 1992 году в Барселоне рулевым у братьев был Гарри Херберт.